# Copa La Manga

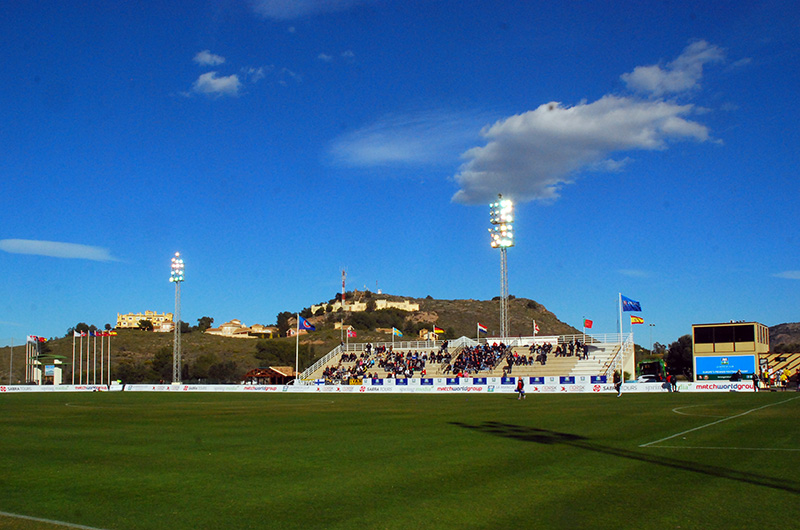
Estadio La Manga

La Copa La Manga es un torneo de fútbol que se celebra anualmente en invierno y que se juega en La Manga del Mar Menor, Región de Murcia, España. Habitualmente toman parte en él equipos que juegan su liga en verano como: Suecia, Finlandia, Dinamarca, Noruega, Rusia, Ucrania y Estados Unidos.

## Palmarés
| Año       | Campeón          | Subcampeón      | Tercer lugar         |
| --------- | ---------------- | --------------- | -------------------- |
| 1999      | Rosenborg        | Stabæk          | Brann                |
| 2000      | Brøndby IF       | Rosenborg       | Helsingborgs IF      |
| 2001      | Rosenborg        | AIK             | FC Lokomotiv Moscow  |
| 2002      | Helsingborgs IF  | Lillestrøm      | Viking               |
| 2003      | Rosenborg        | Odd Grenland    | Los Angeles Galaxy   |
| 2004      | MetroStars       | Viking          | San Jose Earthquakes |
| 2005      | Rubin Kazan      | Lillestrøm      | Lyn                  |
| 2006      | Rubin Kazan      | Krylia Sovetov  | Dynamo Moscow        |
| 2007      | Vålerenga        | Lillestrøm      | Rosenborg            |
| 2008 (I)  | Shakhtar Donetsk | Viking          | Stabæk               |
| 2008 (II) | Kalmar FF        | Brøndby IF      | Tromsø               |
| 2009      | FC Honka         | FC Nordsjælland | Krylia Sovetov       |
| 2010      | Molde            | FC Nordsjælland | Rosenborg            |
| 2011      | Viking           | Start           | Randers FC           |
| 2012      | FC Nordsjælland  | Vålerenga       | Viking               |
| 2013      | CSKA Moscow      | Vålerenga       | Kalmar               |
| 2014      | Sogndal          | Brann           | Start                |
| 2015      | Vålerenga        | Tromsø          | AGF Aarhus           |

## Títulos por club
| Club               | Títulos | Subtítulos | Años campeón     | Años subcampeón  |
| ------------------ | ------- | ---------- | ---------------- | ---------------- |
| Rosenborg          | 3       | 1          | 1999, 2001, 2003 | 2000             |
| Vålerenga          | 2       | 2          | 2007, 2015       | 2012, 2013       |
| Rubin Kazan        | 2       | –          | 2005, 2006       | ----             |
| FC Nordsjælland    | 1       | 2          | 2012             | 2009, 2010       |
| Viking             | 1       | 2          | 2011             | 2004, 2008 (I)   |
| Brøndby IF         | 1       | 1          | 2000             | 2008 (II)        |
| CSKA Moscú         | 1       | –          | 2013             | ----             |
| Shakhtar Donetsk   | 1       | –          | 2008 (I)         | ----             |
| Helsingborgs IF    | 1       | –          | 2002             | ----             |
| Kalmar FF          | 1       | –          | 2008 (II)        | ----             |
| Molde              | 1       | –          | 2010             | ----             |
| Sogndal            | 1       | –          | 2014             | ----             |
| FC Honka           | 1       | –          | 2009             | ----             |
| New York Red Bulls | 1       | –          | 2004             | ----             |
| Lillestrøm         | -       | 3          | ----             | 2002, 2005, 2007 |
| Stabæk             | -       | 1          | ----             | 1999             |
| AIK                | -       | 1          | ----             | 2001             |
| Odd Grenland       | -       | 1          | ----             | 2003             |
| Krylia Sovetov     | -       | 1          | ----             | 2006             |
| Start              | -       | 1          | ----             | 2011             |
| Brann              | -       | 1          | ----             | 2014             |
| Tromsø             | -       | 1          | ----             | 2015             |

### Títulos por país
| País           | Títulos | Subtítulos | Tercer lugar |
| -------------- | ------- | ---------- | ------------ |
| Noruega        | 8       | 13         | 9            |
| Rusia          | 3       | 1          | 3            |
| Dinamarca      | 2       | 3          | 2            |
| Suecia         | 2       | 1          | 2            |
| Estados Unidos | 1       | –          | 2            |
| Finlandia      | 1       | –          | –            |
| Ucrania        | 1       | –          | –            |